# Pardosa tumida
Pardosa tumida är en spindelart som beskrevs av Barnes 1959. Pardosa tumida ingår i släktet Pardosa och familjen vargspindlar. Inga underarter finns listade i Catalogue of Life.